# Hình Phước Long
Hình Phước Long, sinh ngày 7 tháng 9 năm 1950, quê quán Ninh Hòa, Khánh Hòa là nhạc sĩ Việt Nam, được tặng Giải thưởng Nhà nước về văn học nghệ thuật (2017).

## Sự nghiệp
Hình Phước Long là nhạc sỹ nặng tình với Trường Sa, cứ như chính ông được sinh ra là để giữ trọng trách của cuộc đời giao phó: Viết và hát cho Trường Sa. Gia tài của chặng đường mấy mươi năm hoạt động nghệ thuật của ông đến lúc này gần 400 bài hát, trong đó có 18 ca khúc viết về Trường Sa.
Ca khúc "Gặp anh trên đảo Sinh Tồn" đạt giải nhì (không có giải nhất) cuộc thi sáng tác ca khúc năm 1984 của Hội Nhạc sĩ Việt Nam. Vầng trăng nơi đảo xa đạt giải nhất cuộc thi sáng tác về Trường Sa năm 1997 của Nhà Văn hóa Thanh niên Thành phố Hồ Chí Minh; tặng thưởng giải A của Ủy ban toàn quốc Liên hiệp các Hội Văn học Nghệ thuật Việt Nam năm 1997. Ông còn được Ủy ban Nhân dân tỉnh Khánh Hòa tặng Bằng khen cho ca khúc Gần lắm Trường Sa nhiều người yêu thích giai đoạn 1975-2003...
Hình Phước Long không chỉ sáng tác âm nhạc, mà cả ở lĩnh vực nghiên cứu và văn nghệ dân gian, truyện ngắn, làm thơ, viết ký… Ngoài ra, ông còn là tác giả chuyển thể của hàng chục kịch bản sân khấu thể loại bài chòi cho đoàn Dân ca Bài chòi tỉnh Khánh Hòa, đoạt huy chương vàng, bạc trong các kỳ hội diễn, liên hoan chuyên nghiệp toàn quốc. Khi sáng tác âm nhạc, ông ký tên thật: Hình Phước Long; còn khi viết các thể loại khác, ông thường lấy bút danh: Ngô Hữu Ly.
Năm 2012, ông được Chủ tịch nước tặng thưởng Huân chương Lao động hạng Ba vì đã có những thành tích xuất sắc trong công tác sáng tạo nghệ thuật, góp phần vào sự nghiệp xây dựng và bảo vệ Tổ quốc. Ông đã có hơn 40 giải thưởng, từ địa phương đến Trung ương. Trong đó, với chùm ca khúc: "Gần lắm Trường Sa", "Gặp anh trên đảo Sinh Tồn", "Vầng trăng nơi đảo xa", "Đêm xoang Tây Nguyên", "Khánh Hòa, một khúc ca"… đã được Giải thưởng Nhà nước về văn học nghệ thuật năm 2017.

## Các tác phẩm chính
- Gần lắm Trường Sa
- Gặp anh trên đảo Sinh Tồn
- Vầng trăng nơi đảo xa
- Đêm xoang Tây Nguyên
- Khánh Hòa, một khúc ca

## Khen thưởng
- Huân chương Lao động hạng Ba (2012)

## Vinh danh
- Giải thưởng Nhà nước về Văn học Nghệ thuật năm 2017.